# 弗朗什维尔 (马恩省)
弗朗什维尔（法語：Francheville，法語發音：[fʁɑ̃ʃvil] ⓘ）是法国马恩省的一个市镇，属于香槟沙隆区。

## 地理
弗朗什维尔（48°53'24"N, 4°32'31"E）面积9.43 平方千米，位于法国大東部大區马恩省，该省份为法国东北部内陆省份，北起阿登省，西北接埃纳省，西南接塞纳-马恩省，南至奥布省，东南接上马恩省，东临默兹省。
与弗朗什维尔接壤的市镇（或旧市镇、城区）包括：马恩河畔拉绍塞、穆瓦夫尔河畔当皮埃尔、马尔松、奥梅、波尼。

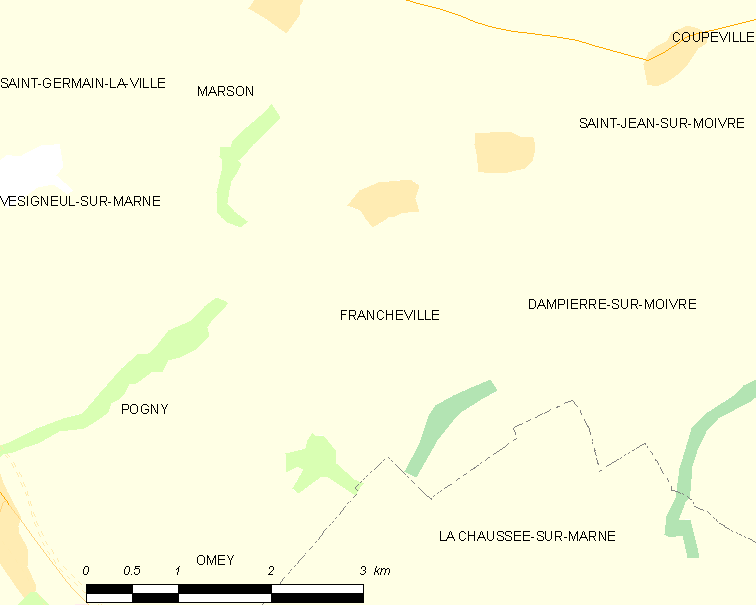
的OSM定位图

弗朗什维尔的时区为UTC+01:00、UTC+02:00（夏令时）。

## 行政
弗朗什维尔的邮政编码为51240，INSEE市镇编码为51259。

## 政治
弗朗什维尔所属的省级选区为香槟沙隆第三县。

## 人口

1962-2008年间人口变化图示

弗朗什维尔于2022年1月1日时的人口数量为192人。